# 에토레 바스티코
에토레 바스티코(이탈리아어: Ettore Bastico, 1876년 4월 9일 ~ 1972년 12월 2일)는 이탈리아의 군인이다.

## 생애
제1차 세계 대전에서 이탈리아군에 참전했다. 1928년 이탈리아 육군 준장으로 승진했으며 1932년에는 육군 소장으로 승진했다. 1935년 제2차 이탈리아-에티오피아 전쟁에서 제1검은 셔츠 군단(3월 23일 군단)의 사령관을 맡았고 1937년 스페인 내전에서는 이탈리아 출신 용병들이 결성한 의용군 군단(Corpo Truppe Volontarie)의 사령관을 맡았다.
제2차 세계 대전이 진행 중이던 1940년 8월 7일에는 도데카니사 제도 총독으로 임명되었으며 1941년 7월 19일에는 이탈리아령 리비아 총독 겸 이탈리아령 북아프리카군 사령관으로 임명되었다. 그렇지만 나치 독일의 군 사령관이었던 에르빈 롬멜과의 대립이 많았다. 1942년 8월 12일에는 원수로 진급했다. 엘 알라메인 전투에 참전 했지만 롬멜의 패배와 영국군들이 리비아를 완전히 점령 직전 1943년 2월 2일에 경질되고 만다.

## 같이 보기
- 로돌포 그라치아니
- 이탈리아 원수